# Vasile Nistor
Vasile Nistor (* 9. Juni 1967 in Fălticeni) ist ein ehemaliger rumänischer Boxer im Leichtgewicht.

## Erfolge
Nistor wurde mehrfacher Rumänischer Meister und Balkanmeister. Er gewann die Goldmedaille bei den Europameisterschaften 1991 in Göteborg und besiegte dabei überlegen Thomas Damgaard (T.K.o), Sandro Casamonica (T.K.o), Marco Rudolph (T.K.o) und Ajrat Chamatow (24:2). Bei den Weltmeisterschaften 1991 in Sydney gewann er eine Bronzemedaille, nachdem er gegen Carlos Castro (T.K.o) und Namdschilyn Bajarsaichan (34:8) ins Halbfinale eingezogen war und erst dort gegen Marco Rudolph ausschied (4:18).
Bei den Olympischen Spielen 1992 in Barcelona unterlag er erneut gegen Marco Rudolph (5:10). Eine weitere Bronzemedaille gewann er bei den Weltmeisterschaften 1993 in Tampere. Nach Siegen gegen János Petrovics (T.K.o), Gennadi Staruschenko (14:1) und Hocine Soltani (K. o.), unterlag er im Halbfinale gegen Larry Nicholson (2:14).